# James Northcote (skuespiller)
|  | Denne artikel omhandler den britiske skuespiller. For maleren, se James Northcote. |
James Northcote (født James Walker 10. oktober 1987 i London) er en britisk skuespiller.

## Udvalgt filmografi

### Film
- Anna Karenina (2012) – prinsesse Elizaveta "Betsy" Tverskayas lakaj
- Nymphomaniac (2013) – Young Lad 1 on Train
- Belle (2013) – Mr. Vaughan
- The Imitation Game (2014) – Jack Good

### Tv-serier
- The Last Kingdom (2017) – Aldhelm